# Okresní soud ve Zlíně
Okresní soud ve Zlíně je okresní soud se sídlem ve Zlíně, jehož odvolacím soudem je Krajský soud v Brně – pobočka ve Zlíně. Rozhoduje jako soud prvního stupně ve všech trestních a civilních věcech, ledaže jde o specializovanou agendu (nejzávažnější trestné činy, insolvenční řízení, spory ve věcech obchodních korporací, hospodářské soutěže, duševního vlastnictví apod.), která je svěřena krajskému soudu.
Soud se nachází spolu s Okresním státním zastupitelstvím ve Zlíně, pobočkou Krajského soudu v Brně a pobočkou Krajského státního zastupitelství v Brně v moderní budově v ulici Dlouhé Díly v městské části Zlín-Louky.
Jde o jeden z nejmladších českých okresních soudů, zřízen byl v roce 1913, svou činnost navíc zahájil až o deset let později.

## Soudní obvod
Obvod Okresního soudu ve Zlíně se zcela neshoduje s okresem Zlín, patří do něj území těchto obcí:
Biskupice •
Bohuslavice nad Vláří •
Bohuslavice u Zlína •
Bratřejov •
Brumov-Bylnice •
Březnice •
Březová •
Březůvky •
Dešná •
Dobrkovice •
Dolní Lhota •
Doubravy •
Drnovice •
Držková •
Fryšták •
Halenkovice •
Haluzice •
Horní Lhota •
Hostišová •
Hrobice •
Hřivínův Újezd •
Hvozdná •
Jasenná •
Jestřabí •
Kaňovice •
Karlovice •
Kašava •
Kelníky •
Komárov •
Křekov •
Lhota •
Lhotsko •
Lípa •
Lipová •
Loučka •
Ludkovice •
Luhačovice •
Lukov •
Lukoveček •
Lutonina •
Machová •
Mysločovice •
Napajedla •
Návojná •
Nedašov •
Nedašova Lhota •
Neubuz •
Oldřichovice •
Ostrata •
Otrokovice •
Petrůvka •
Podhradí •
Podkopná Lhota •
Pohořelice •
Poteč •
Pozlovice •
Provodov •
Racková •
Rokytnice •
Rudimov •
Sazovice •
Sehradice •
Slavičín •
Slopné •
Slušovice •
Spytihněv •
Šanov •
Šarovy •
Štítná nad Vláří-Popov •
Tečovice •
Tichov •
Tlumačov •
Trnava •
Ublo •
Újezd •
Valašské Klobouky •
Velký Ořechov •
Veselá •
Vizovice •
Vlachova Lhota •
Vlachovice •
Vlčková •
Všemina •
Vysoké Pole •
Zádveřice-Raková •
Zlín •
Želechovice nad Dřevnicí •
Žlutava